# Neale Cooper
Neale Cooper (Dardzsiling, India, 1963. november 24. – Aberdeen, 2018. május 28.) skót labdarúgó, középpályás, edző.

## Pályafutása

### Klubcsapatban
1979 és 1986 között az Aberdeen labdarúgója volt, ahol két bajnoki címet és négy skót kupa-győzelmet ért el az együttessel. Tagja volt az 1982–83 idényben kupagyőztesek Európa-kupája-győztes csapatnak. 1986 és 1988 között az angol Aston Villa játékosa volt. Majd két idényen át a Rangers, utána egy szezonig ismét az Aberdeen labdarúgója volt. 1991-ben az angol Reading csapatában szerepelt. 1991 és 1996 között a Dunfermline Athletic, 1996 és 1998 között a Ross County játékosa volt.

### A válogatottban
1981 és 1985 között 13 alkalommal szerepelt a skót U21-es válogatottban.

### Edzőként
1996 és 2002 között a Ross County vezetőedzője volt. 2003 és 2005 között az angol Hartlepool United, majd a Gillingham szakmai munkáját irányította. 2008 és 2011 között a Peterhead, 2011–12-ben ismét a Hartlepool United edzője volt.

## Sikerei, díjai
Aberdeen
- Skót bajnokság
  - bajnok (2): 1983–84, 1984–85
- Skót kupa
  - győztes (4): 1982, 1983, 1984, 1986
- Skót ligakupa
  - győztes: 1986
- Kupagyőztesek Európa-kupája
  - győztes: 1982–83
- UEFA-szuperkupa
  - győztes: 1983